# Apprêteren
Appreteren is een textielbewerking die erop gericht is om het textiel een aantrekkelijk en vooral glanzend uiterlijk te geven. Ook verbetering van stijfheid, zwaarte of zachtheid, soepelheid, waterafstotendheid, brandbaarheid, UV-bescherming, bacteriële bescherming en dergelijke zijn hier van belang. Het woord komt van het Frans en bevat het woord prêt, dat klaar betekent. Appreteren betekent dus letterlijk: klaarmaken, afwerken. Samen met bedrukken vormt het een onderdeel van de textielveredeling.
Appreteren geschiedt door middel van een appreteermiddel. Het bekendste appreteermiddel, ook veel in het huishouden gebruikt in het verleden, is stijfsel gebaseerd op zetmeel (dextrine of (koud of warm water oplosbaar) tarwe- of rijstzetmeel) om het doek stijver en zwaarder te maken. Andere (synthetische) appreteermiddelen geven dan weer andere eigenschappen aan het textiel.
Andere bewerkingen zijn: zengen, drogen, ruwen, antibacterieel behandelen, finishen, bleken, sanforiceren, kalanderen, merciriseren, wassen en spoelen, persen, verven en drukken, waterdicht en waterafstotend maken, scheren, stomen en borstelen, vollen, motecht maken.

## Papier
Naast de textielindustrie kent ook de papierindustrie het appreteren. Bij deze bewerking is het het papieroppervlak dat bijvoorbeeld glanzend, stevig of minder poreus moet worden gemaakt. Appreteermiddelen zijn in deze industrietak vaak op basis van hars en chinaklei.